# USS Warrington (DD-383)
USS Warrington (DD-383) («Уоррингтон») — эскадренный миноносец типа «Сомерс» ВМС США. Заложен на верфи Federal Shipbuilding and Drydock Company в Карни 10 октября 1935 года; спущен на воду 15 мая 1937 года; вошёл в строй 9 февраля 1938 года. Первый командир корабля — Лейтон Вуд.
Эсминец был назван в честь американского морского офицера рубежа 18—19 веков Льюиса Уоррингтона; став вторым кораблём ВМС США, носившим это название.
В годы Второй мировой войны несколько лет провёл на Тиоокеанском театре военных действий; 16 сентября 1944 года затонул во время урагана близ Багамских островов. Спасено 5 офицеров и 68 матросов из числа 20 офицеров и 301 матроса, входивших в экипаж корабля. 23 сентября того же года «Уоррингтон» исключён из списков военно-морского флота США.

## В культуре
Гибель корабля упоминается в начале рассказа Стивена Кинга «Дюна».